# Pelecopsis proclinata
Pelecopsis proclinata är en spindelart som beskrevs av Robert Bosmans 1988. Pelecopsis proclinata ingår i släktet Pelecopsis och familjen täckvävarspindlar.
Artens utbredningsområde är Kamerun. Inga underarter finns listade i Catalogue of Life.